# Eruditi bizantini nel Rinascimento

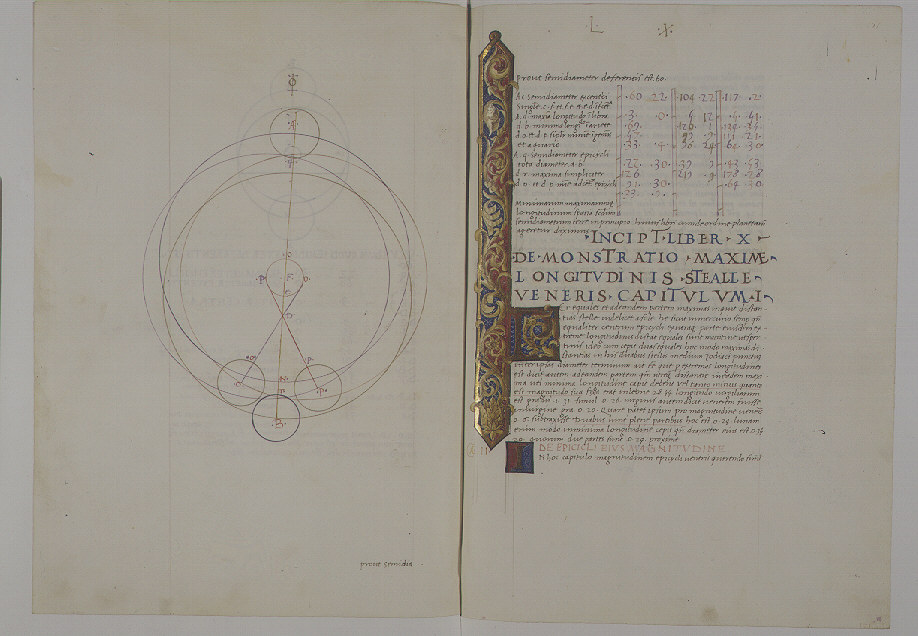
Pagina del commentario sul X libro dell'Almagesto, di Giorgio di Trebisonda, del 1482.

Durante il declino dell'Impero bizantino (1204-1453), e principalmente dopo la caduta di Costantinopoli nel 1453 e fino al XVI secolo, molti dotti bizantini si spostarono in diverse importanti città dell'Europa occidentale; questo fenomeno storico è considerato da molti studiosi moderni come un fattore cruciale per la rinascita degli studi, delle arti e delle scienze greche e romane in Occidente, e quindi per la formazione dei caratteri tipici prima dell'Umanesimo e poi del Rinascimento.

## Storia
Invertendo il flusso che vedeva gli eruditi italiani (come Giovanni Aurispa) recarsi in Oriente per motivi di studio, i bizantini che - con l'indebolimento ed il crollo dell'Impero romano d'Oriente - arrivarono in Europa occidentale coltivavano interessi culturali diversi e multiformi: tra di essi vi erano ad esempio grammatici, poeti, stampatori, musicisti, architetti, filosofi, scienziati, politici e teologi. Questi eruditi diventarono molto importanti per la diffusione della conoscenza della lingua greca in Europa occidentale, da loro insegnata all'interno delle Università o privatamente. 
Accanto al patrimonio di conoscenza diretta, ebbero un ruolo centrale anche le ricche raccolte di testi greci che attraverso i dotti bizantini giunsero in Europa, testi che vennero copiati e, successivamente all'invenzione della stampa, diffusi in tutta Europa. Attorno al 1500 a Venezia vi era una comunità bizantina di circa 5.000 persone, la seconda maggiore tra quelle delle grandi città europee dopo Firenze. Inoltre la repubblica di Venezia dominava Creta e la Dalmazia, dove molti eruditi bizantini cercarono rifugio in seguito alle sanguinose vicende connesse al crollo dell'impero. Creta divenne il centro di cultura bizantina più importante al mondo dopo che nel 1460 il despotato della Morea cadde nelle mani degli Ottomani, come dimostra la nascita della scuola cretese della icona-pittura.

## Lista di eruditi bizantini
Accanto al nome vi sono le principali città in cui è documentata l'attività.
- Manuele Crisolora - Firenze, Pavia, Roma, Venezia e Milano.
- Giorgio Gemisto Pletone - fu insegnante di Basilio Bessarione.
- Basilio Bessarione - fu un cardinale cattolico, poi nominato patriarca latino di Costantinopoli. Si adoperò per preservare dalla distruzione la cultura bizantina, e favorì il passaggio in Europa occidentale di molti suoi compatrioti.
- Giorgio di Trebisonda - Vicenza, Venezia, Firenze, Roma.
- Teodoro Gaza.
- Giovanni Argiropulo - fu insegnante dell'Università di Firenze, Roma, Padova (tra l'altro fu insegnante di Leonardo da Vinci).
- Laonikos Chalkokondyles.
- Demetrio Calcondila - Milano.
- Teofilo Calcondila - Firenze.
- Costantino Lascaris - professore dell'Università di Messina.
- Enrico Aristippo.
- Michele Apostolis - Roma.
- Aristobulo Apostolis.
- Demetrio Cydones.
- Andrea Giovanni Lascaris - Roma.
- Massimo il Greco - studiò in Italia prima di andare in Russia.
- Ioannis Kottounios - Padova.
- Costantino Kallokratos.
- Barlaam di Seminara - fu insegnante di Giovanni Boccaccio.
- Marco Musuro - fu insegnante nell'Università di Padova.
- Michele Tarchaniota Marullus - Ancona, Firenze, amico ed allievo di Giovanni Pontano.
- Leo Allatius - Roma, fu bibliotecario della biblioteca del Vaticano.
- Demetrio Ducas.
- Leonzio Pilato - fu insegnante di Petrarca e di Boccaccio.
- Massimo Planude - Roma e Venezia.
- Leonardo di Chio – fu un prelato cattolico.
- Simone Atomano -
- Isidoro di Kiev
- Elia del Medigo - Venezia.
- Giorgio Hermonymus – insegnò all'Università di Parigi. Fu insegnante di Erasmo da Rotterdam, Johannes Reuchlin, Guillaume Budé e Jacques Lefèvre d'Étaples.
- Teodoro Paleologo
- Giorgio Charitonymos - Parigi.
- Laskaris Kavanos.
- Giovanni Crisolora – fu un erudito e diplomatico: parente di Manuele Crisolora, patrono di Francesco Filelfo.
- Andronico Contoblacas - Basilea.
- Ioannis Servopoulos – Oxford; andò in Inghilterra nel 1430.
- Joanes Crastonis - Modena; compose un dizionario di greco-latino.
- Andronico Callisto - Roma.
- Gerasimos Vlahos
- George Amiroutzis - Firenze, insegnante di filosofia Aristotelica.
- Janus Skoutariotes - Firenze.
- Gregorio Tifernas - insegnò all'Università di Parigi, e fu insegnante di Jacques Lefèvre d'Étaples e Robert Gaguin.
- Nicola Sophianos – Roma e Venezia; fu un erudito e geografo, scrisse il Totius Graeciae Descriptio.
- Zaccaria Calliergi – Roma.
- Mathaios Devaris – Roma.
- Franculios Servopoulos – fu un diplomatico.
- Tommaso Flanginis – Venezia; creò un fondo per l'istituzione della scuola greca di Flanginian per gli insegnanti.
- Antonio Eparchos – Venezia.
- Massimo Margunios – Venezia.
- Matthaius Camarioti.
- Nicola Loukanis – Venezia.
- Iakovos Trivolis.
- Andreas Musalus - Venezia; matematico, filosofo e architetto

## Stampatori e artisti
- El Greco - fu un pittore proveniente da Creta, poi andò in Italia, e in Spagna.
- Antonio Vassilacchi – fu un pittore proveniente da Milo lavorò a Venezia con Paolo Veronese.
- Angelo Pitzamanos (1467-1535), pittore nato a Creta, si spostò poi a Otranto, e in tutta l'Italia del sud.
- Michele Damasceno – nato a Creta. fu attivo a Venezia.
- Emmanuel Tzanes – nato a Creta, fu attivo a Venezia.
- Francesco Leontaritis – fu un cantante e compositore. Viaggiò in Italia e poi in Baviera.
- Janus Plousiadenos – Venezia, fu un compositore.
- Giovanni Rhosos fu uno scrivano ben noto a Roma e a Venezia.
- Giorgio Gregoropoulos – fu uno scrivano.
- Cesare Strategos.
- Giovanni Gregoropoulos - Venezia, fu socio di Aldus Manutius.
- Angelo Vergikios.
- Aristobulo Apostolio.
- Michele Apostolio – scrivano.
- Nicola Vlastos, Anna Notara, Zaharias Kalliergi - Venezia, eruditi, scrivani.
- Alessandro Handakos – scrivano.
- Andrea Kounadis.
- Nicola Sofianos.
- Manolis Glyzounis.
- Damiano di Sancta Maria.
- Nicola Glykys.
- Nicola Saros.
- Antonio Bortoli.
- Andrea Darmarios.
- Michele Lygizos – nacque a Creta, fu uno scrivano.